# Apophis II
Pour les articles homonymes, voir Apophis (homonymie).
Apophis II (Nebkhépeshrê Apopi) est un roi égyptien supposé de la XVe dynastie, dynastie Hyksôs. Il s'agit peut-être de la même personne qu'Apophis Ier sous un autre nom. On a seulement retrouvé son nom sur deux sphinx d'Amenemhat II et deux statues de Smenkhkarê.